# Drone doom metal
Il drone doom metal, chiamato anche drone metal, è un sottogenere del doom metal riconducibile alla commistione delle classiche sonorità doom con elementi di musica ambient, minimalista e noise.

## Il genere

### Origini
Il termine "drone metal" è direttamente correlato alla tipologia di sound che caratterizza questo sottogenere, difatti, l'accezione "droning sound" (in italiano suono ronzante) o più semplicemente "drone" (ronzio, vibrazione), rende a pieno la peculiarità, certamente sperimentale ed ai limiti della musicalità, che tale stile esprime. Il termine "drone" può altresì riferirsi al Bordone, ossia, all'effetto armonico o monofonico di accompagnamento in cui una nota o un accordo sono suonati in modo continuo per buona parte o per l'intera composizione.
La paternità di questa forma musicale è da molti attribuita agli Earth, band che ha saputo unire i classici stilemi di origine "sabbatiana" alla musica ambient, benché il suo sviluppo e successo (se di successo si può parlare, visto che il drone doom resta un genere di nicchia e relativamente underground) sia generalmente ricondotto ai Sunn O))) che dal 1995 ad oggi hanno permesso l'affermarsi del genere.

### Caratteristiche
La voce, se presente, è solitamente affidata ad uno screamer; i testi sono negativi, oppressivi e riferiti a tematiche astratte. Le sonorità sono basse, plumbee e decadenti; la parte ritmica è quasi totalmente assente ed è peculiare il costante utilizzo di loop e di sonorità ridondanti ed atmosferiche, volte a creare un'atmosfera sognante ma, allo stesso tempo, distorta, plumbea ed ossessiva (caratteristiche condivise anche con il funeral doom metal).
Altra peculiarità condivisa con il funeral è la lunghezza dei brani, che sorpassano a volte la mezz'ora e che spesso vanno a formare album costituiti da una sola traccia (per esempio Sun Baked Snow Cave, nata dalla collaborazione fra Merzbow ed i Boris, della durata complessiva di oltre 62 minuti).